# بانته ابهرام
بانته ابهرام (بالفارسية: پانته آ بهرام) (4 مارس 1970 في طهران، إيران) ممثلة إيرانية.

## وصلات خارجية
- بانته ابهرام على موقع IMDb (الإنجليزية)
- بانته ابهرام على موقع ألو سيني (الفرنسية)
- بانته ابهرام على موقع أول موفي (الإنجليزية)
- بانته ابهرام على موقع قاعدة بيانات الفيلم (الإنجليزية)
- بانته ابهرام على موقع كينوبويسك (الروسية)